# ジェイコム北九州
株式会社ジェイコム北九州（ジェイコムきたきゅうしゅう）は、かつて福岡県北九州市八幡東区に本社を置いていたジュピターテレコム(J:COM)連結子会社のケーブルテレビ局である。ブランド名は「J:COM 北九州」。
2011年（平成23年）1月1日にジェイコム福岡と合併し、ジェイコム九州となった。ジェイコム北九州を存続会社としたが、新会社の本社は旧ジェイコム福岡の本社に移転した。なお、旧サービスエリアにおいてJ:COM 北九州のブランド名を引き続き使用する。

## 概要と歴史

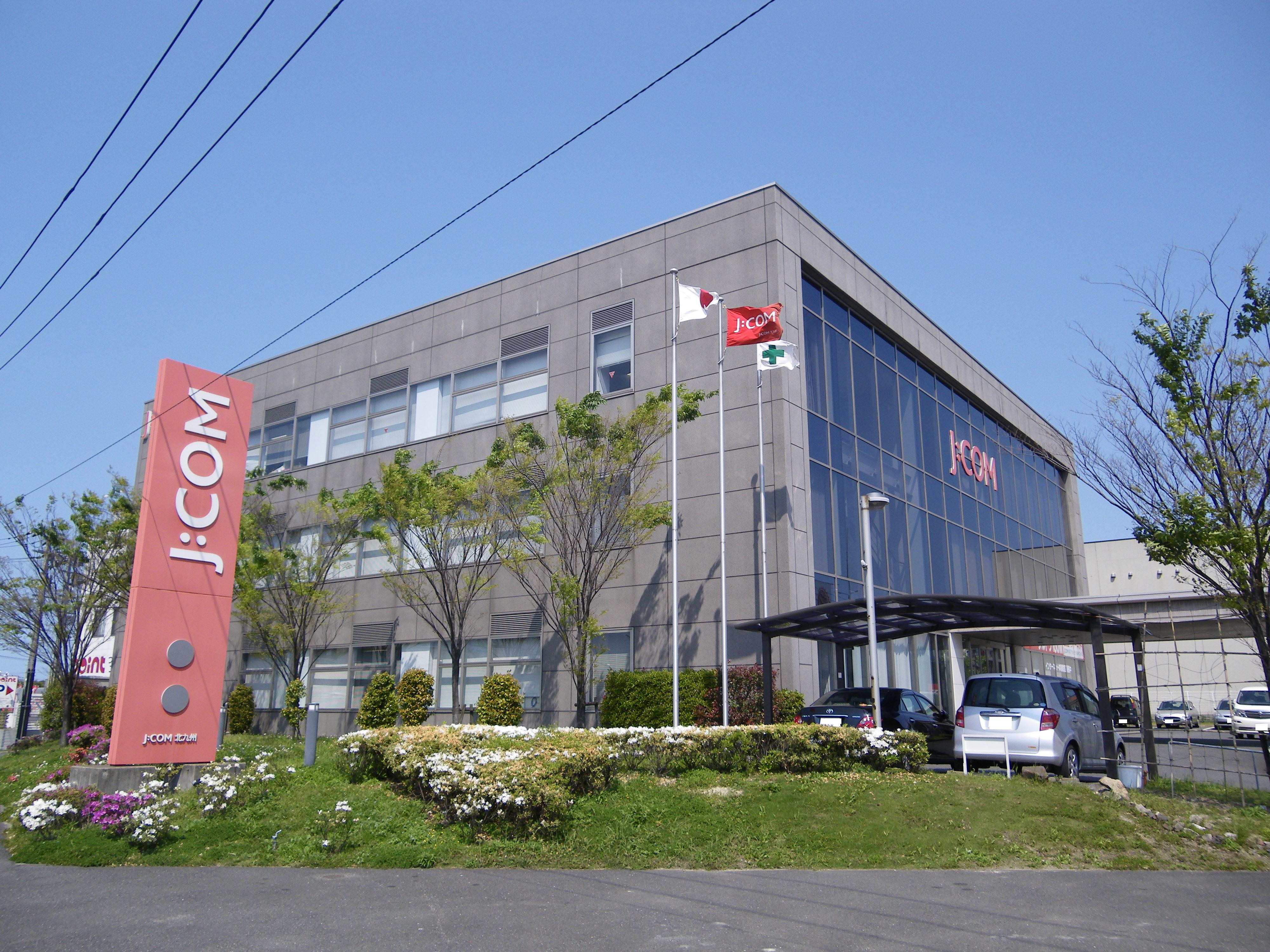
旧本社屋（現・J:COM 北九州運営局）

もともとは、北九州市のうち小倉北区をサービスエリアとする「株式会社ケーブルステーション北九州」（略称：CSQ）と、八幡西区をサービスエリアとする「北九州ケーブルテレビ株式会社」（略称：KCT）という2つの会社だった。前者には住友金属工業などが出資し、後者には高田工業所など地元企業が出資した。
CSQは住友金属工業が出資していたこともあり、同じ住友グループの住友商事が外資と組んで「ジュピターテレコム」を設立した際、経営体質の強化を図るため、1996年（平成8年）にその傘下となった。一方のKCTは加入者が増えず、苦しい経営が続いていた。また北九州市も、全市をカバーするケーブルテレビ会社の発足を望んでいた。そのため、CSQとKCTとの間で合併話が持ち上がった。
合併はCSQがKCTを救済する形となり、それを実現しやすくするため、1998年（平成10年）、KCTの株主も保有株の一部をジュピターテレコムに売却。そして翌1999年（平成11年）8月1日に両者が合併し、現在の会社となった。
CSQは開局当初住友金属工業小倉製鉄所の敷地の一角に本社を置き、その後小倉南区に移転。ジェイコム北九州発足後、市全体にエリアを広げるため、八幡東区東田に本社を移転した。小倉南区の旧CSQ本社も技術施設として使われている。
テレビジョン放送の完全デジタル化を控え、J:COMグループは全国規模で地域事業会社の再編を進めていた。完全移行を直前に控えその波は九州にも波及し、2010年（平成22年）11月26日、北九州・福岡両社の臨時株主総会で合併話が承認された。合併により、新会社は福津市と古賀市でエリアがつながることから、共通化すべき部分については共通化してコストダウンを図り、経営資源を再配分して、電気通信回線を使ったデジタル放送再配信に乗り出したBBIQなどに対抗していくという。

### デジタル放送への対応
市販の地上デジタルチューナーを内蔵しているテレビやレコーダーで直接受信ができる。
福岡都市圏でNHK福岡が放送を始めた2006年（平成18年）4月1日から半年間は、まだ北九州エリアでは地上デジタル放送自体始まっていなかったことから、次の対応を取った。
- 福岡ケーブルネットワーク（後のジェイコム福岡）からジェイコム北九州にトランスモジュレーション方式（ケーブルテレビ独自の周波数に変更して地上デジタル放送を送信）でケーブル再送信。デジタルコースに契約していれば、北九州地区でもSTB（セットトップボックス）を通してNHK福岡2波、RKB毎日放送、福岡放送、TVQ九州放送及びテレビ西日本の地上デジタル放送が視聴が可能だった。
- STBで受信した際に接続するテレビがD3以上の端子を備えたテレビであれば、D端子ケーブルで接続することにより本来のハイビジョン画質で視聴できた。
- これは当時北九州地区にあるジェイコム北九州の中継局が単独で地上デジタル放送を受信できなかったため、パススルー方式での再送信ができなかったからである。

北九州エリアで地デジ放送が始まった同年10月以降は、自社からのパススルー方式に変わり、NHKは北九州からの放送に変わった。なお、九州朝日放送については地デジ開始自体が全国最後発組だったため、福岡でも同年12月からの再送信開始であった。
アナログ放送終了に伴う対応については、国の要請に基づくJ:COMグループ全体の方針として、2014年度（平成26年度）いっぱいまでデジタル放送をアナログ放送に変換して再送信する「デジ→アナ変換」を実施することになっており、北九州・福岡双方でも実施されるが、引き続き各種機器の地デジ化に向けた取り組みを進めていく。「デジ→アナ変換」を実施する背景としては、回線を引き込んでいる集合住宅に住んでいるが、J:COMとは契約をしていない住民を救済する必要があるため。

## 施設
- 本社：福岡県北九州市八幡東区東田1丁目6-7
- （旧本社）：福岡県北九州市小倉南区城野2丁目2-10

## サービスエリア
いずれも離島、山間部の一部は除く。順次拡大中
旧CSQエリア
八幡東区、小倉北区、小倉南区、門司区、戸畑区、若松区
旧KCTエリア
八幡西区、宗像市、福津市、中間市、遠賀郡（芦屋町を除く）

## 主な放送チャンネル

### 注意事項
- アナログ放送の再送信は遅くとも2011年（平成23年）途中で全て終了し、以後は2014年度（平成26年度）いっぱいまで「デジ→アナ変換」によるデジタル放送の救済再送信となる。なおアナログは加入申し込み自体既に終了。
- STBチャンネルについても、スカパー!HD化の影響もあってHD化に伴う番号変更が実施されている。
- ここに記載されていないチャンネルについてはジュピターテレコムの項を参照。地上波以外のチャンネルについては地域により異なる点があるものの、基本的に全国一律運用となっており、チャンネル番号の変更も全国一斉かつ頻繁に実施されているため。ジェイコム北九州は古くからジュピターテレコムグループだったため、地上波以外は地域特例が無い。

### 地上波テレビなど
NHKは一部地域では福岡局を再送信するケースがある。
| デジタル | アナログ | アナログ | 放送局                 |
| デジタル | 基本     | 一部地域 | 放送局                 |
| -------- | -------- | -------- | ---------------------- |
| D011(1)  | 2        | 1        | 九州朝日放送           |
| D021(2)  | 12       | 6        | NHK北九州教育          |
| D031(3)  | 6        | 3        | NHK北九州総合          |
| D041(4)  | 8        | 4        | RKB毎日放送            |
| D051(5)  | 4        | 12       | 福岡放送               |
| D071(7)  | 3        | 10       | TVQ九州放送            |
| D081(8)  | 10       | 9        | テレビ西日本           |
| D111(11) | 9        | 8        | J:COMチャンネル        |
| ×        | 14       | 14       | 歌謡ポップスチャンネル |

### ラジオ
北九州市内の一部では、地元の放送局が聴けない状況が続いている（特に旧KCTエリア）。大型合併を機に是正が望まれている。
| MHz               | MHz   | MHz   | 放送局                  |
| 電波 （主に皿倉） | 旧CSQ | 旧KCT | 放送局                  |
| ----------------- | ----- | ----- | ----------------------- |
| 77.0              | 77.4  | 77.0  | CROSS FM                |
| 77.7              | 78.1  | ×     | FM山口（下関局）        |
| 80.0              | 80.4  | 78.4  | FM福岡                  |
| 82.7              | 83.1  | ×     | LOVE FM                 |
| 84.8              | ×     | 84.1  | NHK福岡FM（福岡タワー） |
| 85.7              | 86.1  | ×     | NHK北九州FM             |